# 와세다
와세다(早稲田)는 도쿄도 신주쿠구의 지역명이다.

## 범위

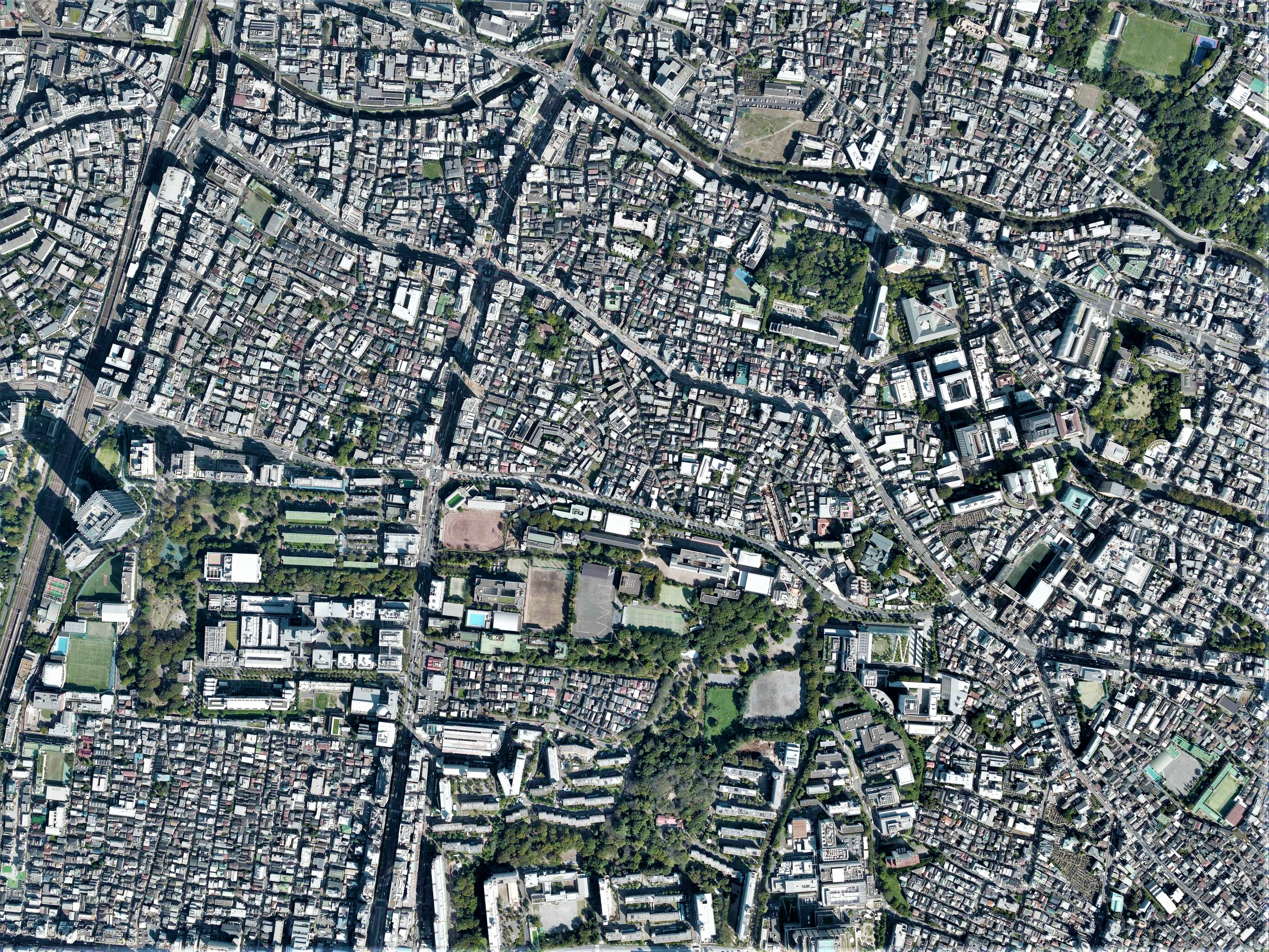
와세다 지역의 항공 사진(2019년)

- 니시와세다(西早稲田)
- 와세다초(早稲田町)
- 와사다미나미초(早稲田南町)
- 와세다쓰루마치초(早稲田鶴巻町)
- 도쓰카(戸塚)
- 바바시타초(馬場下町)
- 도야마(戸山)
- 기쿠이초(喜久井町)
- 하라마치(原町)
- 벤텐초(弁天町)

## 개요

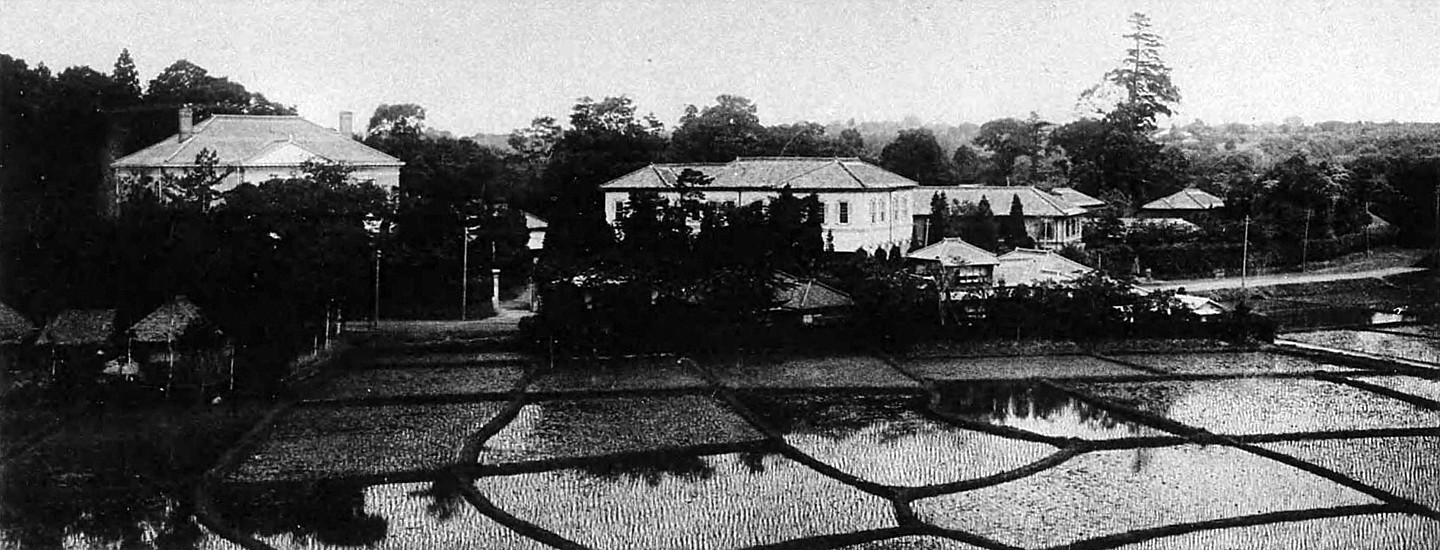
1980년 경의 도쿄 전문학교

와세다 지역은 옛날에는 우시고메촌에 속해 "에도 우시고메촌 자 와세다"였으나, 에도 시대 초기에는 별개의 마을로 분리되어 "와세다촌"이라 불리게 되었다. 1868년 도쿄부 설치로 미나미토시마군 우시고메와세다촌(牛込早稲田村)이 되었다. 1878년 군구정촌편제법에 의해 도쿄부 우시고메구가 발족하면서 와세다촌은 우시고메구에 속하게 되었다. 또한 1889년 도쿄시 설치에 따라 도쿄시 우시고메구는 미나미토시마군 우시고메와세다촌을 편입했다. 1943년 도쿄도제 시행으로 와세다는 도쿄도 우시고메구 와세다마치, 우시고메구 와세다쓰루마키마치 등이 되었다.
예전에는 논이 대부분을 차지하는 농촌 지역이었으나, 도쿄 전문학교(와세다 대학의 전신)의 개교와 함께 학생가, 교육 지구로 발전했다.
현재 와세다 대학의 본캠퍼스(와세다 캠퍼스), 문학학술원 캠퍼스(도야마 캠퍼스), 기쿠이초 캠퍼스, 메이지 길 건너편에 이공학학술원 캠퍼스(니시와세다 캠퍼스)가 위치해 있다. 와세다 캠퍼스와 니시와세다 캠퍼스의 중간에는 가쿠슈인 여자대학, 북쪽 도시마구에는 일본 여자대학, 도야마 캠퍼스 남쪽에는 도쿄 여자의과대학, 다카다노바바역 주변에는 전문학교가 산재해 있어 이 지역에서 공부하는 학생들도 많다.